# Rómulo Naón
Rómulo Sebastián Naón (17 de febrero de 1875 - 29 de diciembre de 1941) fue un abogado y político argentino que ejerció como Ministro de Justicia e Instrucción Pública de su país durante la presidencia de José Figueroa Alcorta.

## Biografía
Participó en la Revolución del Parque de 1890 y se unió a la Unión Cívica Radical, participando también en la Revolución de 1893. Se doctoró en derecho en 1896 con una tesis sobre “Deslinde de facultades nacionales y provinciales”.
Alejado progresivamente del radicalismo, en 1900 fue secretario del gobernador de la Provincia de Buenos Aires, y fue diputado nacional por dos períodos, desde 1902, no alcanzando a completar el segundo. Fue también profesor de Filosofía en el Colegio Nacional de Buenos Aires y de Derecho Constitucional en la Universidad de Buenos Aires.
En 1908, el presidente José Figueroa Alcorta lo nombró Ministro de Justicia e Instrucción Pública, para reemplazar a Estanislao Severo Zeballos, que había renunciado. Durante su gestión se crearon centenares de escuelas en todo el país, y se inició la construcción del actual edificio del Colegio Nacional de Buenos Aires.
En 1910, el nuevo presidente Roque Sáenz Peña lo nombró ministro plenipotenciario en los Estados Unidos, siendo a partir de 1914 el primer embajador oficial de la Argentina en ese país. Retuvo ese cargo durante los primeros años de la presidencia de Hipólito Yrigoyen. Durante el ejercicio de ese cargo fue también enviado especial a varios países de América Latina, entre ellos Venezuela, Chile, Ecuador y Colombia.
Durante las gestiones presidenciales de Hipólito Yrigoyen y Marcelo T. de Alvear ejerció como abogado particular, destacándose como opositor a los gobiernos radicales. En 1932 ejerció durante varios meses el cargo de intendente de la Ciudad de Buenos Aires, durante la gestión del presidente Agustín Pedro Justo.
Apasionado por la cinematografía, en 1921 fundó la Argentine-American Film Corporation S. A., junto a su hermano Sebastián, Jorge Mitre, Adrián Beccar Varela, Manuel Augusto Montes de Oca, Manuel M. de Iriondo, Federico Hirschberg, Augusto Álvarez y Curt Zander.
Falleció en Buenos Aires en 1941. Una calle de la Ciudad de Buenos Aires, que atraviesa los barrios de Villa Urquiza, Belgrano, Coghlan y Saavedra, recuerda a este funcionario.

## Galería

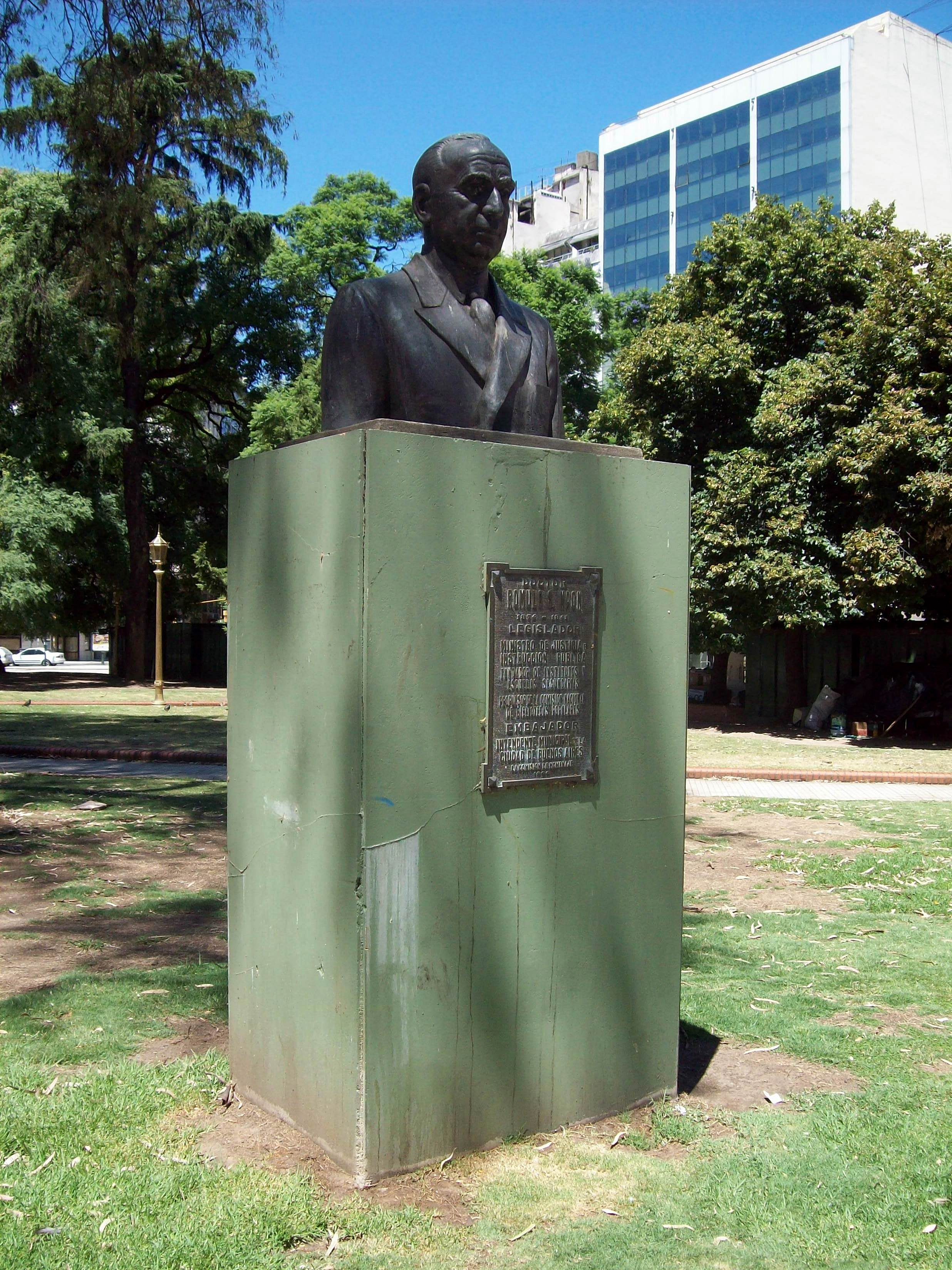
Monumento a Naón.
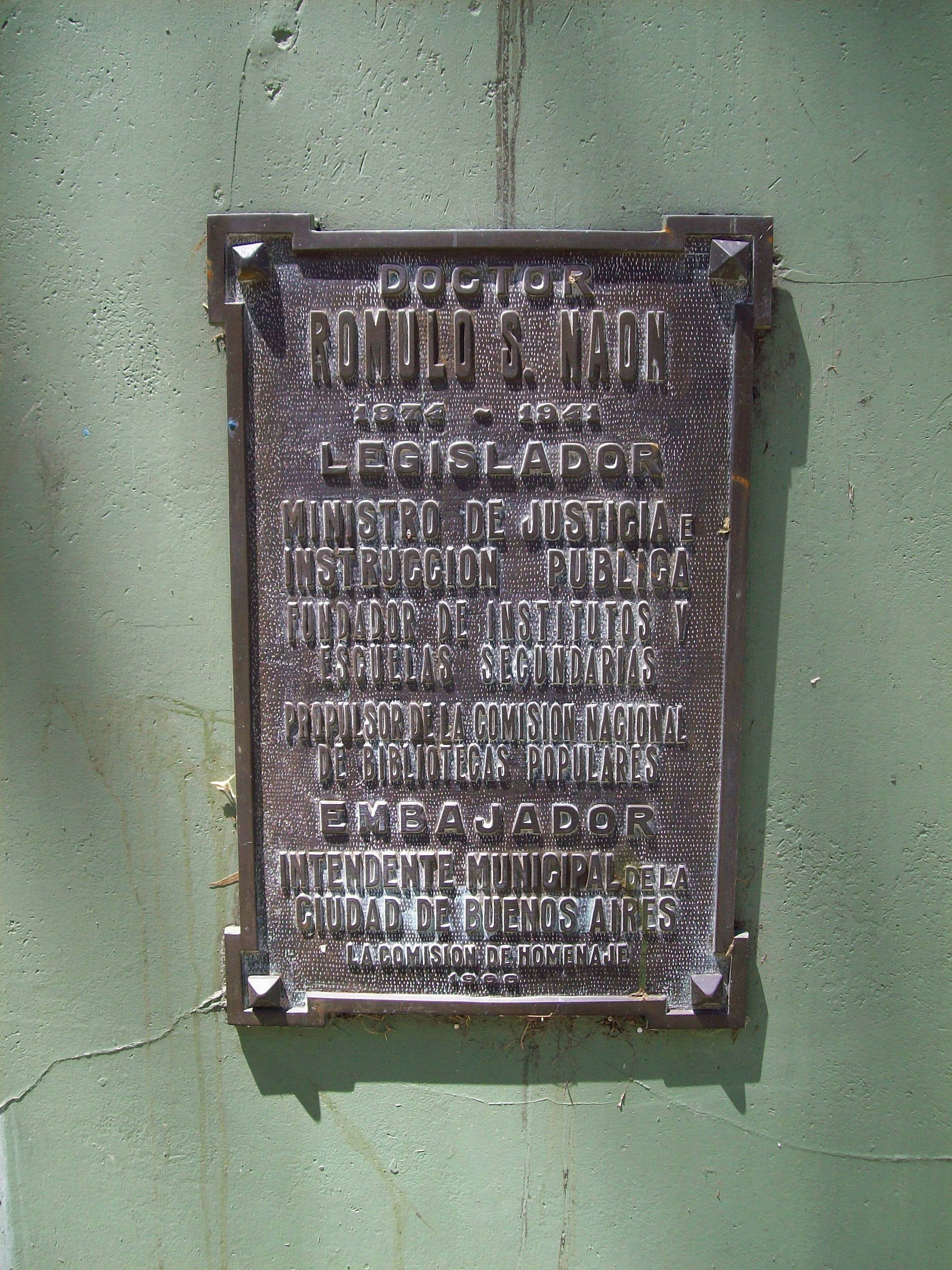
Detalle placa.